# Kuruman

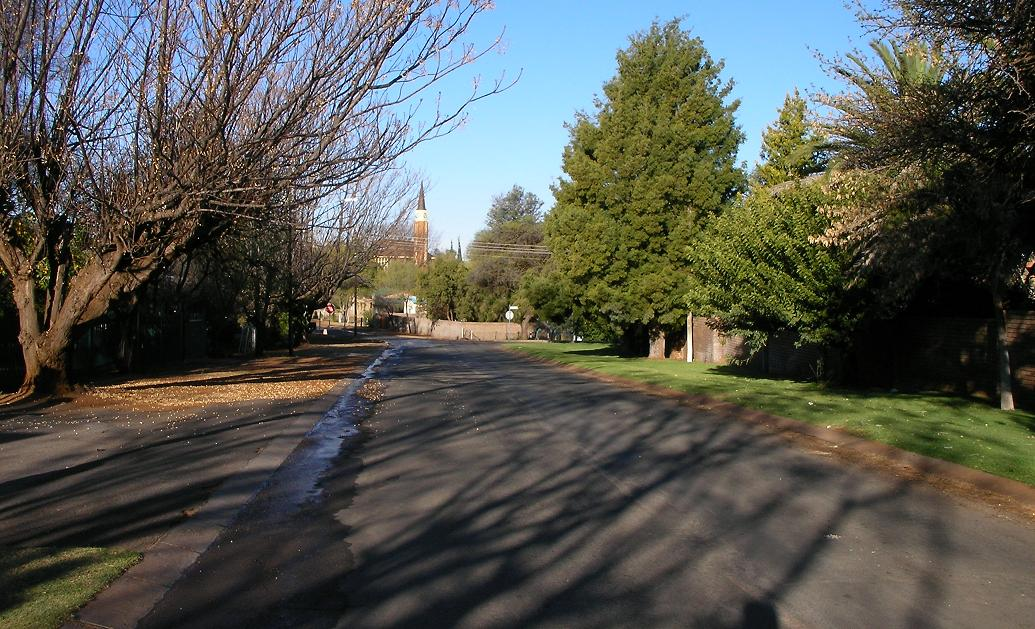
Een woonstraat in Kuruman

Kuruman is een stadje gelegen in de gemeente Ga-Segonyana in de regio Kalahari in de Zuid-Afrikaanse provincie Noord-Kaap. Het ligt op het Ghaapplateau op een hoogte van 1131 meter boven het zeeniveau aan de nationale weg N14, tussen Johannesburg en Upington. Kuruman is gelegen langs de grens tussen de provincies Noord-Kaap en Noordwest en is nog steeds een regionaal stadje voor de meeste gemeenschappen in het omliggende gebied, inclusief die gelegen zijn in de provincie Noordwest. De rivier de Kuruman staat normaal gesproken droog behalve bij stortvloeden na heftige regenval en is vernoemd naar het stadje.
Een van de bekendste bakens hier is het "Oog van Kuruman", een fontein (bron) die dagelijks ruim 20 miljoen liter water levert in het midden van een halfwoestijn. Het is sinds het jaar 1992 ook een nationaal monument. Kuruman staat daarom ook bekend als de "Oase van die Kalahari".

## Geschiedenis
Het gebied van Kuruman was oorspronkelijk de hoofdzetel van de zogenaamde Woestijnbosjesmanmen. Die hier over een tijdperk van 12 000 jaar hebben gewoond. De dorpsnaam is volgens een oude Tswanalegende afgeleid van Khudumaan, een leider van de Bosjesmannen. Hij zou zijn heilige plek ingericht hebben in de kleine "bakkrans", waar de tweelingbergen Gamohaan en Khudumaan in het noorden van de Kurumanheuvels bij elkaar komen.

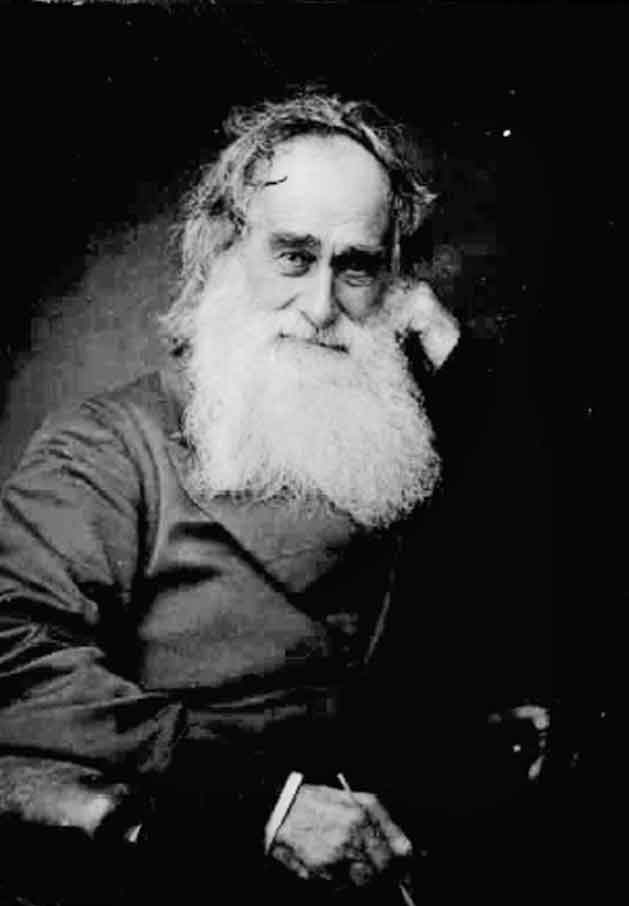
Robert Moffat

De eerste blanke, die zich omstreeks 1800 in het gebied vestigde, was de zendeling Johan Kok van het Suid-Afrikaanse Sendinggenootskap. Hij werd acht jaar later door de Tswanas in de Kurumanheuvels vermoord, zodat de poging om een permanente zendingspost te vestigen voorlopig werd gestaakt.
Zestien jaar later hadden de bekende Schotse zendeling Robert Moffat (1795-1883) en zijn vrouw, beiden van het Londens Zendingsgenootschap, zich in het gebied gevestigd en in 1821 een zendingspost gesticht om hier uiteindelijk vijftig jaar lang onder de Tswanas te werken. Moffat was een erg ijverige man die de Bijbel voor de eerste keer in een inheemse taal, Setswana, had vertaald en gedrukt op een handpers. Hiermee had hij Kuruman tot baken van het zendingswerk in Zuid-Afrika gemaakt. Hij heeft ook irrigatiewerken laten uitvoeren en hiermee de grondslag gelegd voor de plaatselijk landbouwactiviteiten. In de kerk die hij 1838 had opgericht, is een andere bekende zendeling, David Livingstone, getrouwd met Mary de dochter van de Moffats. De kerk werd in 1938 gerestaureerd en tot nationaal monument verklaard. Livingstone begon de meeste van zijn beroemde ontdekkingsreizen in Kuruman. In 1876 heeft het Londens Zendingsgenootschap het Moffatinstituut, voor de opleiding van zwarte evangelisten, in het leven geroepen. Vijf kilometer van dit instituut vandaan, op de linkeroever van de rivier de Kuruman, is in 1887 het dorp Kuruman tot stand gekomen.
In 1844 heeft de reiziger Henry Methuen melding gemaakt van de Wonderwerkgrot ongeveer veertig kilometer buiten Kuruman. Hier is een  grote dolomitische kalksteengrot die zich 140 meter horizontaal uitstrekt in de voet van de oostelijke flank van de Kurumanheuvels. Haar bekendste kenmerk is een stalagmiet"standbeeld" vlak bij de ingang met een hoogte van meer dan vijf meter.
Rotstekeningen die in de Wonderwerkgrot zijn ontdekt, beelden dieren en raadselachtige onderwerpen uit in rode, gele, zwarte en witte kleuren en komen overal, tot een diepte van veertig meter, op de wanden van de grot voor. Ongelukkigerwijs zijn deze rotstekeningen sinds het vroege begin van de 20e eeuw erg beschadigd door graffiti.
De eerste eigenaar van een boerderij in de omgeving, N.J. Bosman, heeft tussen 1909 en 1911 in de Wonderwerkgrot gewoond waar ook een van zijn dochters geboren werd. Vanaf de jaren 1940 zijn archeologische opgravingen in die grot gedaan, toch zijn waardevolle schatten al tussen 1940 en 1944 vernietigd toen vleermuisguano in de grot werd verzameld. Sedert 1978 zijn meer belangrijke opgravingen door onderzoekers van het McGregormuseum van Kimberley gedaan, die bewijzen van vroege bewoning hebben opgeleverd. Belangrijke archeologische getuigenissen zijn stenen werktuigen en stukjes beenderen van dieren, die ongeveer 300.000 jaar zijn. Stukken steen waarop gravures waren aanbracht, zijn ontdekt in een opgravingsvlak met een ouderdom tussen 2.000 en 12.000 jaar en bewijzen dat grotschilderkunst al minstens 10.000 jaar geleden in Zuid-Afrika werd beoefend.

## Klimaat
Door de ligging in een halfwoestijngebied, die aan de Kalahari grenst, wordt het klimaat van Kuruman gekenmerkt door grote temperatuurverschillen tussen zomer en winter. Kuruman heeft relatief milde weerpatronen vergeleken met ander steden van de Noord-Kaap, zoals Upington en Springbok, en wordt omringd door meer vegetatie dan deze steden, die omringd worden door een woestijnachtig gebied.
In het winterseizoen daalt het kwik geregeld tot beneden het vriespunt, terwijl in de zomertijd temperatuur boven de 40 °C worden opgetekend. Noordelijke en noordoostelijke winden voeren tussen december en april vochtige lucht aan. De jaarlijkse gemiddelde regenval bedraagt 420 millimeter.

## Economie
Mijnbouw en landbouw vormen de economische basis van het gebied. Kuruman was economisch gezien te kampen met een achteruitgang in de periode, maar zich tussen 1955 en 1965 stevig ontwikkeld toen met de ontginning van de rijke mineraalafzettingen in het gebied – waaronder mangaan- en ijzererts – begonnen werd. De rijkste afzettingen van blauwasbest ter wereld komen hier eveneens voor. Toerisme en wildboerderijen zijn andere belangrijke bronnen van inkomsten. Hoewel veehouderij in de streek het traditionele landbouwbedrijf is, is het aantal wildboerderijen door de droogte sedert de jaren 1980 stevig toegenomen. Het gebied beweert het grootste jachtgebied in Zuid-Afrika te zijn.

## "Het Oog" van Kuruman

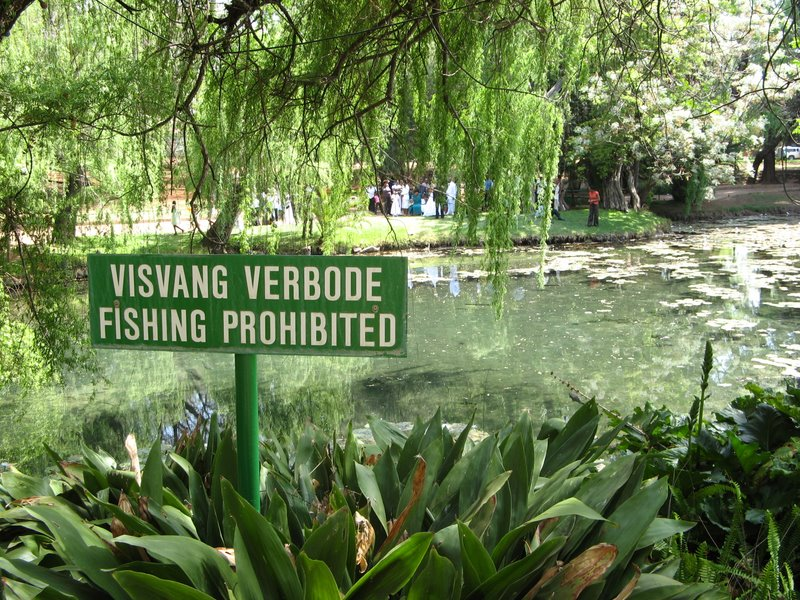
Het Oog van Kuruman

Het "Oog van Kuruman" in de hoofdstraat van het stadje is een natuurwonder en ook de reden voor het ontstaan van het stadje. Hier ontspringt de fontein uit een dorre dolomietrots aan de voet van de Kurumanheuvels. Zij levert dagelijks ongeveer twintig miljoen liter vers water op en voorziet zodoende in de huishoudelijke en industriële waterbehoeften van Kuruman. Een plaatselijke legende luidt: "hy wat een maal van die oog se water gedrink het, kom altyd weer terug om sy dors te les".
De eerste blanke reiziger, die het Oog op 22 november 1801 ontdekte, was Samuel Daniel, de secretaris, dagboekschrijver en schilder van die Truter-Somerville-expeditie. De fontein wordt beschreven als de grootste verswaterfontein op het zuidelijke halfrond en mogelijk ook de hele wereld. De fontein heeft voor 1800 onder de inheemse bevolking bekendgestaan als het "oog dat altijd traant". Zij wordt zelfs tijdens de ergste droogtes en zwaarste regenval gekenmerkt door een constante stroom van water. Het gebied rondom de fontein is al tientallen jaren geleden herschapen in een prachtig park.
De zendeling Robert Moffat legde een van de eerste irrigatiewerken in het land aan door twee kanalen van "Het Oog" aan te leggen om meer dan 250 hectare landbouwgrond in de vallei te bevloeien.